# 中国共产党第十三届中央委员会委员列表
中国共产党第十三次全国代表大会於1987年10月25日至11月1日在北京召开。大会选举了175名中国共产党第十三届中央委员会委员。

## 委員列表
（按姓氏笔划为序）
丁关根、丁衡高、于永波（满族）、于洪恩、万里、万绍芬（女）、王涛、王海、王蒙、王群、王丙乾、王汉斌、王成斌、王任重、王兆国、王忍之、王茂林、王朝文（苗族）、王森浩、王瑞林、毛致用、尹克升、艾知生、布赫（蒙古族）、卢荣景、叶选平、田纪云、史玉孝、白立忱（回族）、司马义·艾买提（维吾尔族）、邢崇智、吕培俭、朱训、朱光、朱良、朱光亚、乔石、伍绍祖、伍精华（彝族）、任建新、华国锋、全树仁、多吉才让（藏族）、刘正威、刘安元、刘振华、刘精松、关广富（满族）、江泽民、许士杰、阮崇武、孙维本、芮杏文、李鹏、李九龙、李子奇、李长春、李立功、李旭阁、李际均、李泽民、李贵鲜、李根深、李铁映、李乾元、李梦华、李瑞环、李锡铭、李新良、李德洙（朝鲜族）、杨正午（土家族）、杨白冰、杨汝岱、杨析综、杨尚昆、杨泰芳、楊靜仁（回族）、杨德中、吴文英（女）、吴官正、吴学谦、吴蔚然、何康、何东昌、何竹康、邹家华、沈达人、沈祖伦、宋平、宋健、宋汉良、宋德福、迟浩田、张寿、张仲先、张勃兴、张帼英（女）、陆懋曾、陈玉英（女）、陈光毅、陈希同、陈俊生、陈辉光、陈慕华（女）、林若、林丽韫（女）、罗干、周光召、周衣冰、周克玉、郑拓彬、房维中、赵东宛、赵先顺、赵宗鼐、赵南起（朝鲜族）、赵紫阳、赵富林、郝建秀（女）、胡平、胡启立、胡锦涛、胡耀邦、侯捷、侯宗宾、姜春云、姜洪泉、姚依林、贺敬之、秦仲达、秦基伟、热地（藏族）、袁伟民、聂奎聚、聂璧初、贾春旺、顾秀莲、顾金池、钱正英、钱永昌、钱李仁、钱其琛、铁木尔·达瓦买提（维吾尔族）、倪志福、徐惠滋、高狄、高焕昌、郭振乾、郭超人、朗大忠（傣族）、戚元靖、崔乃夫、阎明复、梁步庭、梁栋材、尉健行、彭冲、董继昌、蒋心雄、蒋民宽、韩培信、程维高、傅全有、普朝柱、温家宝、谢非、谢希德（女）、雷鸣球、鲍彤、蔡诚、廖暉、熊清泉、赛福鼎·艾则孜（维吾尔族）、薛驹、魏金山
- 任内去世：胡耀邦、许士杰、王任重、聂奎聚
- 被免职：赵紫阳、錢永昌
- 被开除党籍：鲍彤

## 递补委员
1989年6月四中全会递补：
- 格桑多杰（藏族）

1989年11月五中全会递补：
- 贾志杰

1991年11月八中全会递补：
- 马玉海（回族）

1992年10月九中全会递补：
- 丹增（藏族）、王越丰（黎族）、克尤木·巴吾东（维吾尔族）、李振潜